# فومییا اونوکی
فومییا اونوکی (ژاپنی: 鵜木 郁哉؛ زادهٔ ۴ ژوئیهٔ ۲۰۰۱) یک بازیکن فوتبال اهل ژاپن است.
از باشگاه‌هایی که در آن بازی کرده‌است می‌توان به باشگاه فوتبال کاشیوا ریسول اشاره کرد.